# Luc de Brabandere
Luc de Brabandere, né le 27 mai 1948 à Gand, est un mathématicien, philosophe, essayiste et conférencier belge. 
Il est fellow du Boston Consulting Group, cofondateur de l'agence Cartoonbase et enseigne la philosophie dans différentes universités[Lesquelles ?]. Il a enseigné et été administrateur de Wallonie-Bruxelles Enseignement.

## Biographie
Luc de Brabandere naît en mai 1948.
Il est en 1973 informaticien dans le secteur bancaire, et devient en 1989-1990 directeur général de la Bourse de Bruxelles. Il se lance alors dans le conseil aux entreprises. De 2001 à 2013, il est associé du Boston Consulting Group et en est ensuite nommé fellow.
Parallèlement, il crée en 2000 Cartoonbase, réunissant des créations de cartoonistes à destination d'entreprises.
Luc de Brabandere a publié une vingtaine de livres de vulgarisation autour de la langue ou la créativité. Il se présente comme « philosophe d’entreprise »,.
De 2011 à 2018, il donne un cours « Approche philosophique des technologies et du management » à la Louvain School of Management[source secondaire souhaitée]. Il donne aujourd’hui[Quand ?] le cours de Critical Thinking à la Solvay Business School, et intervient ponctuellement à l’ETH de Zurich et à l’École Centrale de Paris.
Luc de Brabandere lègue au planétarium de Bruxelles et au Musée L de Louvain-la-Neuve sa collection de calculatrices mécaniques.

## Publications
- Les Infoducs. Un nouveau mot, un nouveau monde, Duculot, 1985
- Le Latéroscope. Systèmes et Créativité, préfacé par Joël de Rosnay, La Renaissance du livre, 1990
- Calculus, les Machines de calcul non électriques, Mardaga, 1994.
- Machiavel, Erasme et More, Trois philosophes pour les managers d’aujourd’hui avec Jean-Michel Besnier et Charles Handy, Pearson Education France (Village Mondial), 2000.
- Le Sens des idées, Dunod, 2004
- The Forgotten Half of Change, Kaplan, 2005.
- Petite philosophie des histoires drôles, Eyrolles, 2e éd., 2009.
- Balades dans le jardin de grands philosophes, avec Stanislas Deprez (textes), ill. Kanar, Éditions Mols, Wavre, 2009, 235 pages : illustrations ; 23 cm,  (ISBN 9782874021114), (OCLC 1400665416)
- Le Plaisir des idées, Dunod, 4e éd., 2010
- Petite Philosophie des mathématiques vagabondes avec Christophe Ribesse, Eyrolles, 2011
- Petite Philosophie de nos erreurs quotidiennes, Eyrolles, 2e éd., 2011
- Pensée magique, pensée logique, Petite philosophie de la créativité, Le Pommier, 2e éd., 2012.
- Les Mots et les choses de l'entreprise, Mols, 2012.
- Thinking in New Boxes, Random House, 2013.
- La Bonne idée existe! avec Alan Iny et Gabrielle Halpern, Eyrolles, 2013.
- Petite Philosophie des grandes trouvailles, Eyrolles, 2e éd., 2014.
- La Valeur des idées, De la créativité à la stratégie en entreprise avec Anne Mikolajczak, Dunod, 2e éd., 2015.
- Homo Informatix, Le Pommier, 2017.
- Petite Philosophie des mots espiègles, 2017, Eyrolles.
- Petite Philosophie de la transformation digitale, 2019, Les Belles Lettres
- Les Philosophes dans le métro, Le Pommier, 2019, 2e éd.
- Petite Philosophie des arguments fallacieux, 2021, Eyrolles
- Be logical, Be creative, Be critical avec Lina Benmehrez, 2021
- Platon vs Aristote. Une initiation joyeuse à la controverse philosophique, Sciences Humaines, 2021 [8]
- Petite Philosophie des algorithmes sournois, Eyrolles, 2023[9].